# Blind Al
Blind Al (nombre real Althea Limbt) es una personaje ficticia que aparece en los cómics publicados por Marvel Comics. Se le representa comúnmente como una personaje secundario de Deadpool.
Al (también conocida como Althea o Ciego Alfred) apareció por primera vez en el cómic Deadpool #1, viviendo con él antihéroe en su casa en San Francisco, "Choza Muerta". Al principio su relación con él no era clara, pero con el tiempo se revelaría como altamente compleja y extraña.
La actriz Leslie Uggams interpreta a Blind Al en la película de 2016 Deadpool y su secuela de 2018, Deadpool 2. Ella volverá para Deadpool & Wolverine (2024) uniéndose al Universo cinematográfico de Marvel.

## Biografía del personaje ficticio
Al es una vieja flaca que, como su nombre indica, es ciega (Blind). Su origen no se elabora de forma explícita. Finalmente se reveló que ella estaba involucrada de alguna manera con la inteligencia británica, aunque en calidad de qué no se conoce. Ella ya estaba Blind en este punto y ha sido parte de su vida. Wade Wilson, el mercenario que se convertiría en Deadpool, fue contratado para matarla en Zaire donde estaba estacionado. Lo que realmente ocurrió es desconocido, pero al parecer Wilson mató a todos a su alrededor excepto a ella, permitiéndole huir. Años más tarde, después de que le diagnostican cáncer, recibió un factor curativo de Arma X, se volvió loco, y se convirtió en Deadpool, Wilson se reunió con Al de nuevo y la capturó.
Así comenzó la extraña relación entre los dos, con Al actuando como un cruce entre un prisionero, amiga, ama de llaves, coro griego y figura materna de Deadpool. A veces Wade podría ser increíblemente cruel con Al. Él con frecuencia la insulta y le juega bromas crueles, aprovechando su ceguera. Le prohibió a sus visitantes y mataría a cualquiera que tratara de ayudarla a escapar. Cuando ella le irritó él la pondría en la Caja, una pequeña habitación llena de objetos punzantes (a pesar de que en realidad nunca cerró la puerta, contando con su miedo hacia él para mantenerla encarcelada). También la obligó a cocinar y limpiar para él, y colgaba la perspectiva de la libertad frente a ella sólo para arrebatársela.
Por otro lado, Al parecía ejercer una autoridad sutil sobre él, y parecía ser la única persona que no tenía miedo de enfrentarse a él. Las travesuras nunca le molestaron, ya que era más que inteligente como para vengarse de Deadpool (poniendo laxantes en su comida era un favorito), y ella era aún más filosa que él cuando se trataba de insultos. Cuando la serie empezó, Al ya había estado con Wade durante años, y se había desarrollado una especie de paz entre ellos. Al parecía agradecida por tener comida, un techo, todo el Matlock que pudiera "ver", y seguridad de los que la querían muerta, todo a cambio de hacer algunas tareas y aguantar el retorcido sentido del humor de Wade. Ella era su confidente más cercana (incluso más que Comadreja) y los viajes a la Caja habían llegado a ser tan poco frecuentes como para ser algo inaudito. Ella sostuvo una inmensa deuda de gratitud por Deadpool al salvar su vida, y se volvió claro poco a poco que ella se apegaba a él porque creía que tenía el potencial para convertirse en un verdadero hombre de bien, y ella esperaba que su influencia sobre él lo arrimaría a esa dirección. También dio a entender que tenía un pasado bastante oscuro, y sentía que redimir a Wade le ayudaría a compensar las acciones pasadas. Compartieron una aventura juntos a través del tiempo, donde Al terminó suplantando a May Parker. Ella era como una madre y una prisionera para él, y él le dio a Deuce el Perro Diabólico como regalo.
Sin embargo, Deadpool pronto alcanzó un nivel personal bajo, y la paz entre ellos se volvió tensa. Esto culminó con un viaje a la Caja después de que quedó claro que Comadreja visitaba a Blind Al en secreto. Ella obtuvo su venganza, sin embargo, huyendo de él fríamente, y refiriéndose a él como "maestro" para resaltar su crueldad. La culpa que sentía era enorme, y después de reunirse y tener algún tipo de asesoramiento de Monty el precognitor en la edición #17, él la declaró una mujer libre (justo cuando fue teletransportado lejos por Ajax). Sabiendo acerca de su buena influencia, ella se negó a irse, por lo que se teletransportó con ella a un parque (#20), tuvieron una charla (ella fingía que tendría miedo de irse) y él la dejó allí. Se reúnen de nuevo en el Golden Gate Park, San Francisco, presumiblemente el mismo parque donde la dejó.
En la edición #14, mientras Al y Comadreja estaban en "la Caja", Al contó un cuento de especial perturbación. Cerca de dos años después de su encarcelamiento, Deadpool se fue en una larga misión, y Al decidió irse a la casa de un amigo en Maine. Ella escapó, caminaron por todo el país, y cuando llegó a la casa de su amigo, Deadpool la estaba esperando, torturó a su amigo casi hasta la muerte delante de sus perros. Ella termina la historia diciendo "Así se construye una prisión."
Desde entonces sus apariciones se han vuelto mucho más esporádicas, aunque está claro que ella y Deadpool todavía están en contacto. Ella apareció en Cable & Deadpool  #36, donde Wade se le acercó para validar su plan para restaurar su reputación luchando contra Supervisor.
Deadpool le envió una invitación en braille para su matrimonio con Shiklah: sin embargo, debido a un percance con Wade de la comprensión de braille menos que perfecta, ella llega a un funeral de pandillas, totalmente ajeno a su error.
Ella también apareció en Thunderbolts #10 donde ayuda a Deadpool y Agente Venom a encontrar la ubicación del Dr. Vanko.

## Personalidad
En consonancia con el tono humorístico de las historias de Deadpool, la personalidad de Al no era lo que uno esperaría de una mujer ciega de edad encarcelada. Ella exhibe tenacidad, es cínica en extremo, y es capaz de superar incluso al personaje titular ocurrente en una batalla de insultos. Cuando coinciden ingenios, Al es mejor que Deadpool, contraproduciendo sus travesuras y tratándolo como un niño mimado. Al una vez saboteó todas las armas de Deadpool, su razón de ser que su muerte sería el peor de los casos, y luego ella no se preocuparía por las represalias.
A pesar de su relación antagónica, Blind Al ocasionalmente mostró que realmente se preocupaba por Wade, como cuando ella se negó a dejarlo después de que le concediera su libertad, y le horneó un pastel cuando trató de convertirse en un héroe.
Deadpool le dio a Al a Deuce, el Perro Diabólico (que Comadreja le había ganado a Foggy Nelson en un juego de póquer) como una broma. Aunque el perro la adoraba, parecía pensar en él como nada más que una fábrica de pulgas idiota, y rápidamente lo arregló.
Sus aficiones incluyen "encaje de aguja, recoger el dedal, palnificar las rutas de escape... típicas tonterías de anciana." Le encanta el programa Matlock, y también expresó una afición por The Daily Show.

## Cuestiones de identidad
Se ha insinuado que Blind Al podría ser Betsy Ross, también conocida como Golden Girl, cuando Deadpool la llamó "Golden Girl", mientras que la instaba a escapar. Esto ha sido replanteado como un arenque rojo, y es más probable una referencia a la serie de televisión The Golden Girls.
Joe Kelly originalmente pretendía que ella fuera la primera Viuda Negra: "Íbamos a hacer la historia de origen de Blind Al, y mostrarla como la Viuda Negra original y mostrar cómo fue responsable de que Wade contrajera cáncer ". Esto, del mismo modo, ya no se considera canon.
Un hecho interesante acerca de ella nunca ha sido alterado, sin embargo. Se da a entender que salió con el Capitán América antes de ser congelado en la década de 1940. Ella describió su último encuentro con él mientras le daba a Wade palabras de ánimo y, aunque nunca se nombra, la descripción coincide. También tuvo la posesión de una medalla de oro de él, que ella le dio a Deadpool. Cuando más tarde la perdió en un campo de batalla, el Capitán América la encontró y reconoció su origen, mencionando incluso el nombre de "Al".
No está claro exactamente qué edad tiene Al, sin embargo durante su serie a finales de 1990, Al se señaló como sexagenaria, pero más adelante afirma que recuerda los vestidos de Flapper, que no le gustaban porque hicieron que su trasero se viera grande En un número posterior de la misma serie es referida como Montgomery (Burns), un precognitor en Landau, Luckman & Lake, como  septuagenario.

## En otros medios

### Película
- Blind Al aparece en Deadpool (2016), producida por 20th Century Studios, interpretada por Leslie Uggams.[9] Esta versión es la compañera de habitación de Deadpool a quien conoció a través de un anuncio colocado en Craigslist, una decisión que Al lamenta lamentablemente a mitad de la película. No se sabe mucho acerca de esta versión de Al, solo que ella tiene una afinidad conocida por la cocaína y ha pasado tiempo con Wade en la lavandería local ayudándole a quitarse las manchas de sangre de su traje. Al y Wade tienen una cuasi-relación extrañamente romántica ejemplificada en su obsesión compartida con los muebles de IKEA, que Wade insiste en que la ciega se reúna sola sin su ayuda.
- Uggams repite el papel en la película, Deadpool 2 (2018). Deadpool regresa al apartamento que compartieron después de la muerte de su prometida Vanessa. Al le ofrece sus condolencias, pero lo alienta a no dejar que la muerte de Vanessa le impida vivir el resto de su vida. Más tarde, después de ser derribado a la mitad por Juggernaut, Deadpool se recupera en el departamento de Al, que sirve como el lugar donde se une con Cable.
- Uggams volverá a interpretar su papel de Blind Al en Deadpool & Wolverine (2024), producido por Marvel Studios y ahora ambientado en Marvel Cinematic Universe (MCU). Ella aparece en la fiesta sorpresa de cumpleaños de Wilson en su apartamento, junto con todos los amigos de Wilson. Unos días después de que Wilson salvó su universo para proteger a sus amigos, ella conoce a Logan, quien asiste a una cena familiar, junto con Laura.

### Videojuegos
- Blind Al aparece en Marvel's Spider-Man 2, donde su nombre completo es Alma. Inicialmente, llama a los Spider-Men para que se ocupen de una de las bestias Hunter que seguían entrando en su patio trasero.